# عقيدة غروانية

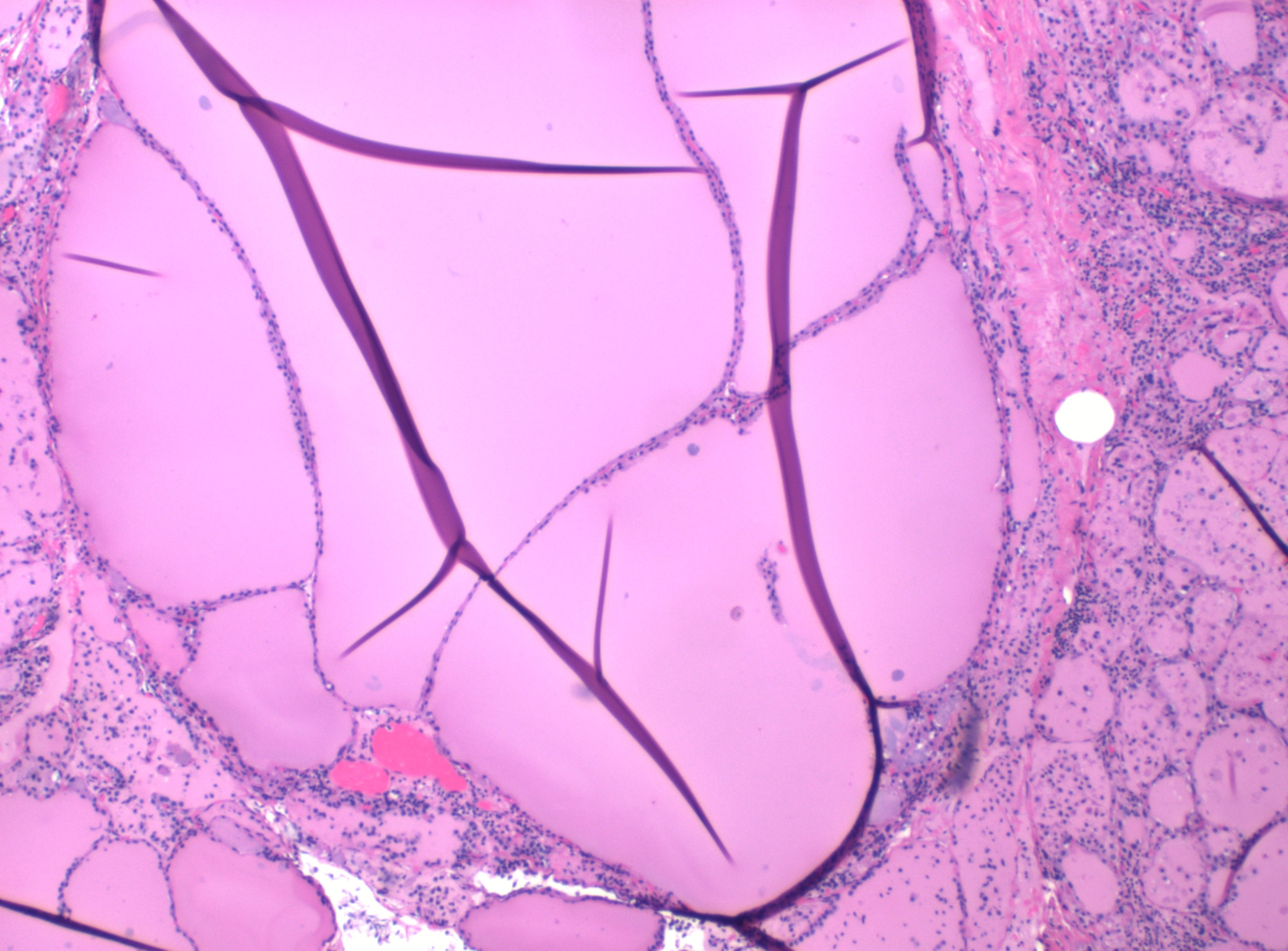
التشريح المرضي للعقيدة الغروانية في الغدة الدرقية، والتي تظهر توسع جريبات الغدة الدرقية. يوجد بعض التليف الارتكاسي (على اليمين) ولكن لا توجد محفظة ثابتة.

العقيدات الغروانية (بالإنجليزية: Colloid nodules)‏ والمعروفة أيضاً باسم عقيدات ورمية غدية أو دراق غرواني عقيدي هي تضخم حميد غير سرطاني في أنسجة الغدة الدرقية. على الرغم من أنها قد تنمو بشكل كبير، وقد يكون هناك أكثر من واحدة، إلا أنها غير خبيثة ولا تنتشر خارج الغدة الدرقية. العقيدات الغروانية هي النوع الأكثر شيوعاً من عقيدات الغدة الدرقية.

## الأعراض
عادة ما تكون العقيدات الغروانية صغيرة بحيث لا يمكن اكتشافها بدون الموجات فوق الصوتية أو تقنيات التصوير الأخرى. عادة لا تسبب أعراض، لذلك من غير المرجح أن يلاحظها المرضى. مثل عقيدات الغدة الدرقية الأخرى، عادة ما يتم ملاحظتها أولاً في الفحص الروتيني.

## التشخيص
يمكن تصنيف العقيدات الغروانية في البداية على أنها نوع غير محدد من عقيدات الغدة الدرقية. تشمل الفحوصات عادةً الموجات فوق الصوتية لتأكيد وجود العقيدات الصغيرة. بمجرد تأكيد وجود العقيدة، يحدد نوع العقيدة عن طريق خزعة بالإبرة الدقيقة.
تتميز العقيدات الغروانية بكتلة هلامية من المادة الغروانية محيطة وموجودة داخل الخلايا الجريبية. لا تُحاط العقيدات الغروانية بمحفظة ليفية من الأنسجة المضغوطة. ومع ذلك، فهي محاطة بالخلايا الظهارية المسطحة. قد يختلف كل من عدد الخلايا ونوع المادة الغروانية بشكل كبير.

## العلاج
بشكل عام لا داعي للعلاج. يمكن اللجوء إلى العلاج إذا أظهرت فحوصات المتابعة تغيراً كبيراً في صفات العقيدة.
التدبير الجراحي: استئصال نصف الغدة الدرقية «استئصال فص درقي» (في حالة إصابة فص واحد فقط)، استئصال الغدة الدرقية (إذا كان كلا الفصين مصابين).[بحاجة لمصدر]

## الروابط الخارجية
- صور بالموجات فوق الصوتية لأمراض الغدة الدرقية